# .mr
.mr je internetová národní doména nejvyššího řádu pro Mauritánii (podle ISO 3166-2:MR).